# Saint-Aignan-des-Gués
Saint-Aignan-des-Gués är en kommun i departementet Loiret i regionen Centre-Val de Loire strax norr Frankrikes mitt. Kommunen ligger i kantonen Châteauneuf-sur-Loire som tillhör arrondissementet Orléans. År 2018 hade Saint-Aignan-des-Gués 291 invånare.

## Befolkningsutveckling
Antalet invånare i kommunen Saint-Aignan-des-Gués
| Referens: INSEE |